# Afropisaura
Afropisaura là một chi nhện trong họ Pisauridae.